# شهرستان تس-خمسکی
شهرستان تس-خمسکی (به لاتین: Tes-Khemsky District) یک شهرستان در روسیه است که در تووا واقع شده‌است.